# Herbert Watts

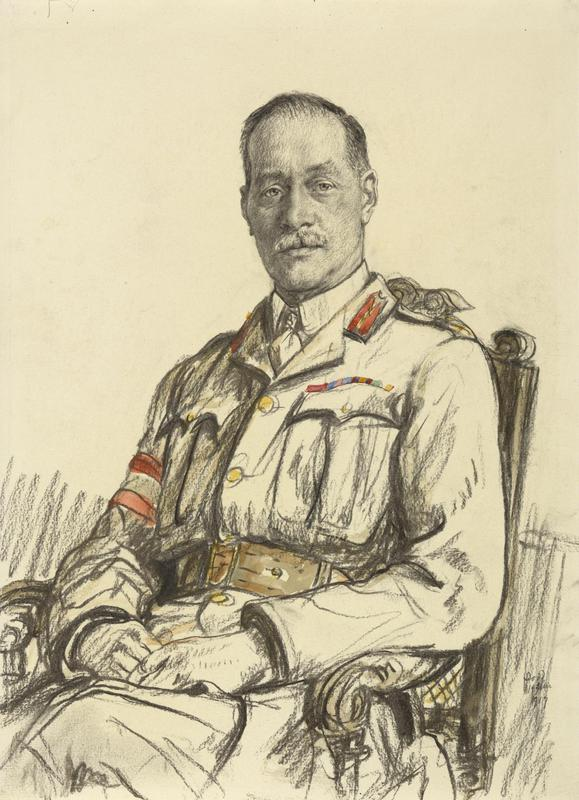
Major-General Herbert Watts (Porträt von Francis Dodd, 14. Juni 1917).

Sir Herbert Edward Watts, KCB, KCMG (* 14. Februar 1858; † 15. Oktober 1934) war ein britischer Offizier der British Army, der unter anderem als Major-General während des Ersten Weltkrieges von 1915 bis 1917 Kommandeur der 7. Division (7th Division) sowie als Lieutenant-General zwischen 1917 und 1918 Kommandierender General des XIX. Korps (XIX Corps) war.

## Leben
Herbert Edward Watts, dessen Vater Reverend Robert Edward Reginald Watts Vikar von Wisbech war, besuchte The King’s (The Cathedral) School in Peterborough und trat anschließend in die Royal North Down Militia ein, in der er am 10. November 1877 Second Lieutenant sowie am 6. August 1879 Lieutenant wurde. Am 17. April 1880 wechselte er als Second Lieutenant in die reguläre British Army und wurde zunächst Offizier im Linieninfanterieregiment 20th (East Devonshire) Regiment of Foot. Er wechselte aber bereits am 26. Mai 1880 in das Infanterieregiment 14th (Buckinghamshire) Regiment, welches am 1. Juli 1881 in The Prince of Wales’s Own (West Yorkshire Regiment) umbenannt wurde. 1889 wurde er zum Captain und 1899 zum Major befördert. Er nahm zwischen 1899 und 1902 am Zweiten Burenkrieg teil und wurde für seine dortigen Verdienste fünf Mal im Kriegsbericht erwähnt (Mentioned in dispatches) und 1900 zum Brevet-Lieutenant-Colonel befördert. Nach seiner Beförderung zum Colonel 1908 wurde er 1910 Kommandeur des 9. Militärbezirks des Heereskommandos Ost (Commanding No. 9 District, Eastern Command) und bekleidete diese Funktion bis zu seiner Versetzung in den Ruhestand 1914. Für seine Verdienste wurde er am 14. Juni 1912 Companion des Order of the Bath (CB).
Kurz nach seiner Versetzung in den Ruhestand wurde Watts nach Beginn des Ersten Weltkrieges wieder in den aktiven Militärdienst zurückbeordert und diente zunächst als Colonel und kommissarischer Brigadier (Temporary Brigadier) im Generalstab. Für seine Verdienst in dieser Zeit wurde er am 18. Februar 1915 auch Companion des Order of St Michael and St George (CMG). Im September 1915 löste er Major-General Thompson Capper als Kommandeur der 7. Division (General Officer Commanding, 7th Division) ab und übte diese Funktion bis Januar 1917 aus, woraufhin Major-General George de Symons Barrow seine Nachfolge antrat. In dieser Verwendung nahm er als Befehlshaber an der Schlacht an der Somme (1. Juli bis 18. November 1916) teil. Er war nach der Entlassung von Major-General Ivor Philipps kurzzeitig vom 9. bis 12. Juli 1916 auch kommissarischer Kommandeur der 38. Walisischen Infanteriedivision (General Officer Commanding, 38th (Welsh) Infantry Division) und wurde dann von Major-General Charles Blackader abgelöst.
Im Februar 1917 wurde Herbert Watts erster Kommandierender General des neugeschaffenen XIX. Korps (General Officer Commanding, XIX Corps) und bekleidete diesen Posten bis zum Kriegsende im November 1918, woraufhin das Korps aufgelöst wurde. Zwischen November 1917 und März 1918 gehörte das XIX. Korps zur Zweiten Armee (Second Army) unter dem Oberbefehlshaber  General Sir Henry Rawlinson sowie danach zur Fünften Armee (Fifth Army) unter dem Oberbefehlshaber Lieutenant-General Sir William Peyton (März bis Mai 1918) beziehungsweise General Sir William Birdwood (Mai 1918 bis Kriegsende). Am 1. Januar 1918 wurde er zum Knight Commander des Order of the Bath (KCB) geschlagen und führte fortan den Namenszusatz „Sir“. Des Weiteren wurde ihm am 11. März 1918 der Titel eines Großoffiziers des Kronenordens von Belgien sowie zugleich das Kriegskreuz von Belgien verliehen. Am 12. September 1918 wurde er ferner Großoffizier des Ordens der Krone von Italien sowie am 29. Januar 1919 Kommandeur der Ehrenlegion.
Nach Kriegsende wurde Sir Herbert Watts am 3. Juni 1919 auch zum Knight Commander des Order of St Michael and St George geschlagen. Des Weiteren wurde ihm am 11. Juli 1919 noch das US-amerikanische Distinguished Service Cross verliehen. Er war seit 1896 mit Elizabeth Alice Helena Daly verheiratet, einer Tochter von General Sir Henry Dermot Daly aus dessen erster Ehe mit Susan Elizabeth Ellen Kirkpatrick.